# Hallelujah (piosenka Leonarda Cohena)
Hallelujah – ballada pop-folkowa napisana przez kanadyjskiego piosenkarza i autora tekstów Leonarda Cohena, która pierwotnie została wydana na albumie Various Positions z 1984 roku.
Istnieje sześć oficjalnie nagranych i wydanych wersji piosenki na płytach: jednej studyjnej – Various Positions (nagrana i wydana w 1984) i pięciu koncertowych – Cohen Live (nagrana w 1988, wydana w 1994), Legendary FM Broadcasts (nagrana w 1993, wydana w 2016), Live in London (nagrana w 2008, wydana w 2009), Songs from the Road (nagrana w 2009, wydana w 2010), Live in Dublin (nagrana w 2013, wydana w 2014).
Piosenka w momencie wydania nie osiągnęła dużego sukcesu, lecz później zdobyła dużą popularność, czego dowodem jest około 240 jej coverów. To także najczęściej wykonywany przez innych muzyków utwór Cohena.

## Kompozycja muzyczna i interpretacja tekstu
Cohen tworzył piosenkę przez 5 lat, choć w popularnym przekazie miał ją napisać, siedząc w bieliźnie na podłodze w hotelu Royalton Hotel. Hallelujah w oryginalnej wersji jest utworem w metrum 12/8, łączącym styl walca i muzyki gospel. Piosenka napisana jest w tonacji C-dur, następuje progresja za tekstem „it goes like this, the fourth, the fifth, the minor fall, and the major lift”: C, F, G, a, F. Oryginalna piosenka jest grana w tempie 56 BPM z ambitusem wokalu e-a1. Inne nagrane wersje są wykonywane w różnych tonacjach – oprócz C-dur, także A-dur lub c-moll. W oryginalnej wersji akompaniament tworzą bębny, gitara, gitara basowa i syntezator. Ten ostatni instrument w wersjach koncertowych jest zastąpiony przez organy, a na niektórych nagraniach aranżacja jest wzbogacona o partię saksofonu, mandoliny lub obu tych instrumentów naraz. Wersje koncertowe zawierają solo gitarowe lub organowe.
Najkrótsza nagrana wersja, z Various Positions, trwa 4 minuty i 40 sekund, a najdłuższa, z Legendary FM Broadcasts, 7 minut i 59 sekund.
Istnieją różne wersje tekstu opublikowane w zbiorach wierszy i śpiewnikach autoryzowanych przez Cohena, różniące się też od wersji nagranych. Pierwsza wersja tekstu liczyła około 80 wersów. Po wydaniu albumu w 1984 roku, Cohen wykonywał oryginalną wersję piosenki podczas swojej światowej trasy koncertowej w 1985 roku. Jednak podczas występów na żywo w latach 1988 i 1993 Cohen śpiewał inny tekst, w którym tylko ostatnia zwrotka zgadzała się z wersją piosenki graną na trasie. Liczni artyści podczas swoich występów mieszają obie wersje piosenki albo dokonują bezpośrednich zmian w tekście, jak np. Rufus Wainwright i Allison Crowe, którzy słowa „holy dove” zamienili, w przypadku Wainwrighta na „holy dark”, a Crowe na „Holy Ghost”.
Adresat liryczny tekstu jest nieoczywisty i zmienia się w różnych wersach.
Oryginał Cohena zawiera kilka biblijnych odwołań. Sam tytuł, Alleluja, jest biblijnym zwrotem wychwalającym Boga, spotykanym przede wszystkim w Księdze Psalmów. Tekst rozpoczyna się od nawiązania do króla Dawida, który mimo bycia grzesznikiem, przy pomocy pieśni próbuje skontaktować się z Bogiem. Powtarzanie frazy Hallelujah ma być sposobem na odtworzenie tego kontaktu. W tekście w różnych miejscach możliwość takiego porozumienia się z Bogiem jest podważana, ale jednocześnie podawana jako konieczna. Następnie rozwijana jest kwestia grzechu Dawida na przykładzie cudzołóstwa z Batszebą i upadku Samsona, w związku z wyjawieniem Dalili sekretu (postacie z Księgi Sędziów). Według niektórych interpretacji jest tu zawarty przekaz o tym, że przyziemne sprawy odrywają bohaterów od ważniejszej misji. W tej interpretacji światło księżyca oświetlające ciało Batszeby jest symbolem fałszywego postrzegania zmysłowego, które zasłania obraz duchowy. Przywołany jest tu motyw słabości bohaterów, którzy potrafią walczyć fizycznie z silnymi przeciwnikami, ale ich czujność rozprasza się w kontakcie z kobietą. Z drugiej zaś strony, obaj przywołani męscy bohaterowie biblijni, ostatecznie zostali podniesieni z upadku przez Boga. Błysk światła związany ze słowami pieśni w wersie There’s a blaze of light in every word jest interpretowany jako nawiązanie do Boskiego aktu stworzenia. W kolejnych zwrotkach Cohen opisuje stosunek płciowy językiem religijnym, przywołując mi.m. symbol gołębia wielokrotnie wykorzystywany w Biblii. Jest to interpretowane jako porównanie miłości międzyludzkiej, także erotycznej, do miłości między Bogiem a człowiekiem. Z tej perspektywy istota boska jest interpretowana jako odpowiedź na chaos i sposób na zjednoczenie duszy i ciała. Sam Cohen twierdził, że nawiązanie do klasycznych chóralnych wykonań Alleluja symbolizuje fakt, że mimo niedoskonałości świata, powinnością ludzi jest śpiewanie tego hymnu. Istnieją interpretacje wiążące to z osobistymi poglądami religijnymi Cohena, które w dzieciństwie były kształtowane przez środowisko żydowskie i katolickie, a w dorosłym życiu przybrały formę buddyjską, przypominającą medytacyjną odmianę tych pierwszych wyznań.
Pogląd Cohena o tym, że istnieje wiele różnych hallelujah, odbija się w krańcowo różnych coverach utworu, które mogą być melancholijne, delikatne, podnoszące na duchu lub radosne, zależnie od wykonawcy. Publikowane interpretacje tekstu stosunkowo rzadko odnoszą się biografii Cohena. Niektórzy przypuszczają, że za życia Cohena krytycy celowo unikali wiązania podmiotu lirycznego z nim samym, szanując jego prywatność. Wynika to z intymnego charakteru liryki tekstu, często wiązanego ze sferą seksualną. Wśród hipotez dotyczących inspiracji, pojawia się mówiąca, że inspiracją do powstania tekstu z fragmentami nieprzychylnymi dla adresata, był rozpad związku z Suzanne Elrod.
Walijski piosenkarz John Cale, pierwsza osoba, która nagrała cover Hallelujah, wykorzystał w niej idee "trzeźwości i szczerości" w kontraście do beznamiętnego wykonania Cohena. Cover amerykańskiego piosenkarza Jeffa Buckleya jest smutniejszy i był przez niego samego opisany jako oda do życia i miłości, a wręcz odniesienie do orgazmu (oryginalnie "a halleljuah to the orgasm". Crowe zinterpretował wykonanie Buckleya jako bardzo seksualne. Wainwright wykonał natomiast  "oczyszczającą i prawie liturgiczną" wersję piosenki.

## Wersje innych wykonawców
W ciągu kilku ostatnich lat „Hallelujah” było wykonywane przez dużą liczbę różnych artystów. Od czasu pierwszego covera Cale'a około 240 wykonawców wydało płytę z „Hallelujah”. W połowie drugiej dekady XXI wieku w serwisie YouTube umieszczone było ponad 600 wersji różnych wykonawców w ponad 25 językach. Piosenka ta jest również często wykonywana w programach talent show. Różne interpretacje piosenki zawierają odmienne wersje tekstu.
W kwietniu 2009 roku radio CBS przeprowadziło wywiad z Cohenem, w którym ten, zapytany o covery piosenki, powiedział, że ich liczba rozśmiesza go i bawi, po tym, jak jego wytwórnia muzyczna po napisaniu przez niego pierwszej wersji piosenki nie chciała jej wydać. Dodał jednak, że zbyt wielu artystów wykonuje piosenkę.

### John Cale
Cover Johna Cale’a został wydany na tribute albumie dla Leonarda Cohena I’m Your Fan w 1991 roku oraz na jego płycie zawierającej zapisy z występów na żywo Fragments of a Rainy Season w 1992 roku. Mimo iż Cohen jest twórcą tekstu i muzyki, przez całe lata 80. nie nadał on swojej piosence wyraźnego kształtu, jakim mogliby posługiwać się inni artyści, ani nawet on sam. Dokonał tego Cale, który po obejrzeniu występu Cohena na żywo, poprosił go o przysłanie mu tekstu. Ku jego zaskoczeniu otrzymał 15-stronicowy tekst, z którego wybrał najbardziej ekspresyjne zwrotki.
Wersja Cale'a jest zaśpiewana w szybszym tempie niż oryginalna wersja Cohena.
Na wersji Cale’a wzorowali się w swoich interpretacjach inni artyści, jak i sam Leonard Cohen podczas jego trasy koncertowej 2008–2009.
Ta wersja piosenki została użyta w filmie Shrek, podczas gdy na płycie wydanej jako soundtrack filmu zastąpiono ją wersją Rufusa Wainwrighta.

### Jeff Buckley
Amerykański piosenkarz Jeff Buckley, zainspirowany wersją Cale’a, nagrał jedną z najbardziej znanych wersji „Hallelujah” na swój debiutancki album Grace z 1994 roku. Podczas nagrywania Buckley nie był zadowolony ze swoich pierwszych wykonań piosenki. Po nagraniu ponad 20 prób producent Andy Wallace wybrał 3 nagrania, które zmiksował i stworzył z nich jedno „Hallelujah”.
W 2004 roku cover Buckleya znalazł się na 259. miejscu listy „500 najlepszych piosenek wszech czasów” magazynu Rolling Stone. W tym samym roku magazyn Time nazwał wersję Buckleya „znakomicie zaśpiewaną”, podczas gdy Josh Tyrangiel uznał wersję Buckleya za jedną z najlepszych piosenek.
We wrześniu 2007 roku brytyjski magazyn Q przeprowadził wśród pięćdziesięciu autorów tekstów piosenek sondę, w której „Hallelujah” znalazło się wśród „10 najwspanialszych piosenek”. John Legend nazwał wersję Buckleya „najbliższą perfekcji” i zarazem określił mianem jednego z najpiękniejszych nagrań muzycznych, jakiego kiedykolwiek słuchał.
W lipcu 2009 roku nagranie Buckleya zajęło trzecie miejsce w ankiecie na „100 najgorętszych utworów wszech czasów” przeprowadzonej pośród słuchaczy australijskiego radia Triple J.
Wersja Buckleya nie była natychmiastowym hitem; Buckley nie zdążył (zmarł w 1997) zobaczyć prawdziwej sławy swojego utworu. Do roku 2002 album, na którym znajduje się „Hallelujah” nie miał statusu złotej płyty w USA, dopiero dziewięć lat po jego wydaniu zdobył certyfikację. Wersja Buckleya, tak samo jak Cohena, nigdy nie została wydana jako singiel, zaczęła być natomiast notowana w oficjalnych rankingach dopiero w 2006 roku.
„Hallelujah” w wersji Buckleya została wykorzystana w wielu serialach:
- Prezydencki poker
- Jordan
- Bez śladu
- Życie na fali
- Dr House
- Zabójcze umysły,
- Ostry dyżur
- Brygada ratunkowa
- Port lotniczy LAX

jak również w filmach:
- Smaki miłości
- Edukatorzy
- Pan życia i śmierci[18]
- Watchmen: Strażnicy

### Rufus Wainwright
„Hallelujah” w wersji Rufusa Wainwrighta zostało nagrane w podobnej aranżacji co wersja Johna Cale’a. Cover Wainwrighta jest głównie znany z filmu Shrek, w którym mimo tego, że w filmie została użyta wersja Cale’a, to w ścieżce dźwiękowej wykonawcą jest Wainwright. Przyczyną tego, według portalu allmusic.com, było to, że Wainwright należy do tzw. „rodziny DreamWorks”, czyli artystów współpracujących z wytwórnią.
Rufus Wainwright, jego siostra Martha Wainwright i Joan Wasser wykonali „Hallelujah” w filmie pt. Leonard Cohen: I’m Your Man.

### k.d. lang
k.d. lang nagrała cover „Hallelujah” na swój album Hymns of the 49th Parallel w 2004 roku. Kanadyjska artystka związana z muzyką country wykonywała utwór na kilku ważnych uroczystościach takich jak:
- rozdanie Juno Awards w 2005 roku[20], kiedy to po jej wykonaniu „nastąpiła dwuminutowa owacja na stojąco”[21]
- wprowadzenie Leonarda Cohena do Canadian Songwriters Hall of Fame w 2006 roku[22]

### Alexandra Burke
Alexandra Burke, zwyciężczyni piątej serii brytyjskiego show telewizyjnego The X Factor, nagrała cover „Hallelujah” dzięki wygranej w programie. Teledysk do utworu ukazuje drogę do zwycięstwa Burke zsynchronizowaną z tekstem piosenki.
Wydanie singla w wykonaniu Alexandry Burke na nowo wzbudziło w publiczności zainteresowanie piosenką „Hallelujah”, zarówno w wersji Buckleya, jak i Cohena. Fani Buckleya zorganizowali akcję mającą na celu wprowadzenie wersji Buckleya na szczyt bożonarodzeniowego notowania listy przebojów, aby nie pozwolić zająć tego miejsca przez Burke. Kampania była motywowana niechęcią fanów Jeffa Buckleya do komercyjnej formuły programu The X Factor i do aranżacji piosenki, jak też chęcią przedstawienia utworu młodszej publiczności. Sama Burke nie była najszczęśliwsza z powodu wyboru piosenki.

### Inne wersje
- Bob Dylan jako jeden z pierwszych wykonywał „Hallelujah” Cohena na żywo, po raz pierwszy na koncercie w Montrealu 8 lipca 1988 roku[29].
- Kanadyjska piosenkarka Allison Crowe nagrała swoją wersję utworu do albumu Tidings wydanego w 2003 roku. Crowe wykonywała piosenkę corocznie w ramach specjalnego programu w państwowej telewizji od 2003 do 2008 roku[30].
- Bono nagrał swoją interpretację kompozycji Cohena w formie mówionej na potrzeby tribute albumu dla Cohena – Tower of Song[31].
- Bon Jovi wykonywał „Hallelujah” na swoich koncertach, w tym na DVD Live at Madison Square Garden; Cohen uważał ich wersję za swoją ulubioną[32].
- W 2006. roku norweski kwartet składający się z Askila Holma, Espena Linda, Alejandro Fuentesa i Kurta Nilsena nagrał cover „Hallelujah”, który w Norwegii w ciągu dwóch tygodni uzyskał status podwójnie platynowej płyty[33].
- Geoff Tate, wokalista zespołu Queensrÿche, zaśpiewał „Hallelujah” na pogrzebie Ronniego Jamesa Dio w 2010 roku.
- Maciej Zembaty przełożył „Hallelujah” na język polski, utwór znajduje się na jego płycie Alleluja.

## Wyróżnienia i osiągnięcia
- W 2005 roku „Hallelujah” została nazwaną dziesiątą najwspanialszą kanadyjską piosenką wszech czasów w rankingu magazynu Chart.[potrzebny przypis]
- BBC Radio 2 upamiętniło 25. rocznicę wydania piosenki godzinnym programem dokumentalnym radiowym „The Fourth, The Fifth, The Minor Fall”, w którym przedstawiono historię piosenki i chronologię jej aranżacji[30].
- Jon Wilde z gazety The Guardian zauważył, że piosenka „jest na szybkiej drodze do zostania najbardziej dyskutowaną piosenką wszech czasów”[34].
- 21. grudnia 2008 roku „Hallelujah” zostało pierwszą piosenką od 51 lat[35], która zajmowała zarówno pierwsze, jak i drugie miejsce w UK Singles Chart. Covery Alexandry Burke i Jeffa Buckleya były najlepiej sprzedającymi się utworami w tygodniu między 15 a 21 grudnia 2008 roku[36].

Odbiór piosenki i jej coverów jest tematem książki dziennikarza muzycznego Alana Lighta The Holy or the Broken. Leonard Cohen, Jeff Buckley, and the Unlikely Ascent of "Hallelujah".

## Notowania
Wszystkie dane, z wyjątkiem tych, które mają podane własne źródło, zostały zaczerpnięte z allmusic.com i acharts.us
| Rok            | Wykonawca       | Notowanie europejskie | Notowanie europejskie | Notowanie europejskie | Notowanie europejskie | World Singles Top 40 | Hot Digital Songs | Inne notowania                                |
| -------------- | --------------- | --------------------- | --------------------- | --------------------- | --------------------- | -------------------- | ----------------- | --------------------------------------------- |
| Rok            | Wykonawca       | UK                    | Szwecja               | Norwegia              | Irlandia              | World Singles Top 40 | Hot Digital Songs | Inne notowania                                |
| 2007 2008 2009 | Leonard Cohen   | 36                    | 16                    | –                     | –                     | –                    | –                 | –                                             |
| 2006 2007 2008 | Jeff Buckley    | 2                     | 5                     | 7                     | 8                     | 17                   | 1                 | Hot Canadian Digital Singles: 2               |
| 2010           | k.d. lang       | –                     | 12                    | 11                    | –                     | 34                   | 34                | Canadian Hot 100: 2 The Billboard Hot 100: 61 |
| 2008 2009      | Alexandra Burke | 1                     | –                     | –                     | 1                     | 4                    | –                 | –                                             |